# Undersåkers socken
Undersåkers socken i Jämtland ingår sedan 1974 i Åre kommun och motsvarar från 2016 Undersåkers distrikt.
Socknens areal är 2 239,80 kvadratkilometer, varav 2 162,37 land. År 2000 fanns här 3 050 invånare. Tätorten Järpen samt tätorten och kyrkbyn Undersåker med sockenkyrkan Undersåkers kyrka ligger i socknen. 

## Administrativ historik
Undersåkers socken har medeltida ursprung. 
Vid kommunreformen 1862 överfördes ansvaret för de kyrkliga frågorna till Undersåkers församling och för de borgerliga frågorna till Undersåkers landskommun. Landskommunen uppgick 1974 i Åre kommun.
1 januari 2016 inrättades distriktet Undersåker, med samma omfattning som församlingen hade 1999/2000.  
Socknen har tillhört fögderier, tingslag och domsagor enligt vad som beskrivs i artikeln Jämtland. De indelta soldaterna tillhörde Jämtlands fältjägarregemente och Jämtlands hästjägarkår.

## Geografi
Undersåkers socken ligger kring Indalsälvens källflöden, inklusive Järpströmmen. Socknen har smala dalbygder omgivna av höglänt skogsmark och kalfjäll med högfjäll i väster, där toppen Storsylen i Sylarna når 1 762 meter över havet.
Områdets nordöstra delar kring största orten Järpen är mest bebyggd och genom detta område går europaväg 14 samt Mittbanan (Östersund-Storlien). 
Undersåkers socken har några av de av turister mest besökta fjällområdena i Jämtland. Här ligger bland annat Sylarna, Blåhammarfjället, Snasahögarna, Anarisfjällen samt norra delarna av Lunndörrsfjällen. Själva Lunndörrspasset (Lunndörren) ligger inom socknen. I Indalsälven ligger de kända Ristafallen.
Bland orter och platser inom socknen kan, förutom Järpen, nämnas Undersåkers kyrkby, Undersåkers stationssamhälle, Hålland, Edsåsdalen, Ottsjö, Vålådalen, Vallbo, Anarisstugan, Lunndörrsstugorna, Vålåstugorna, Tranris, Sylarnas turiststation, Tjallingen, Storulvån samt Blåhammarens fjällstation, den senare på gränsen till Åre socken i norr.

### Geografisk avgränsning

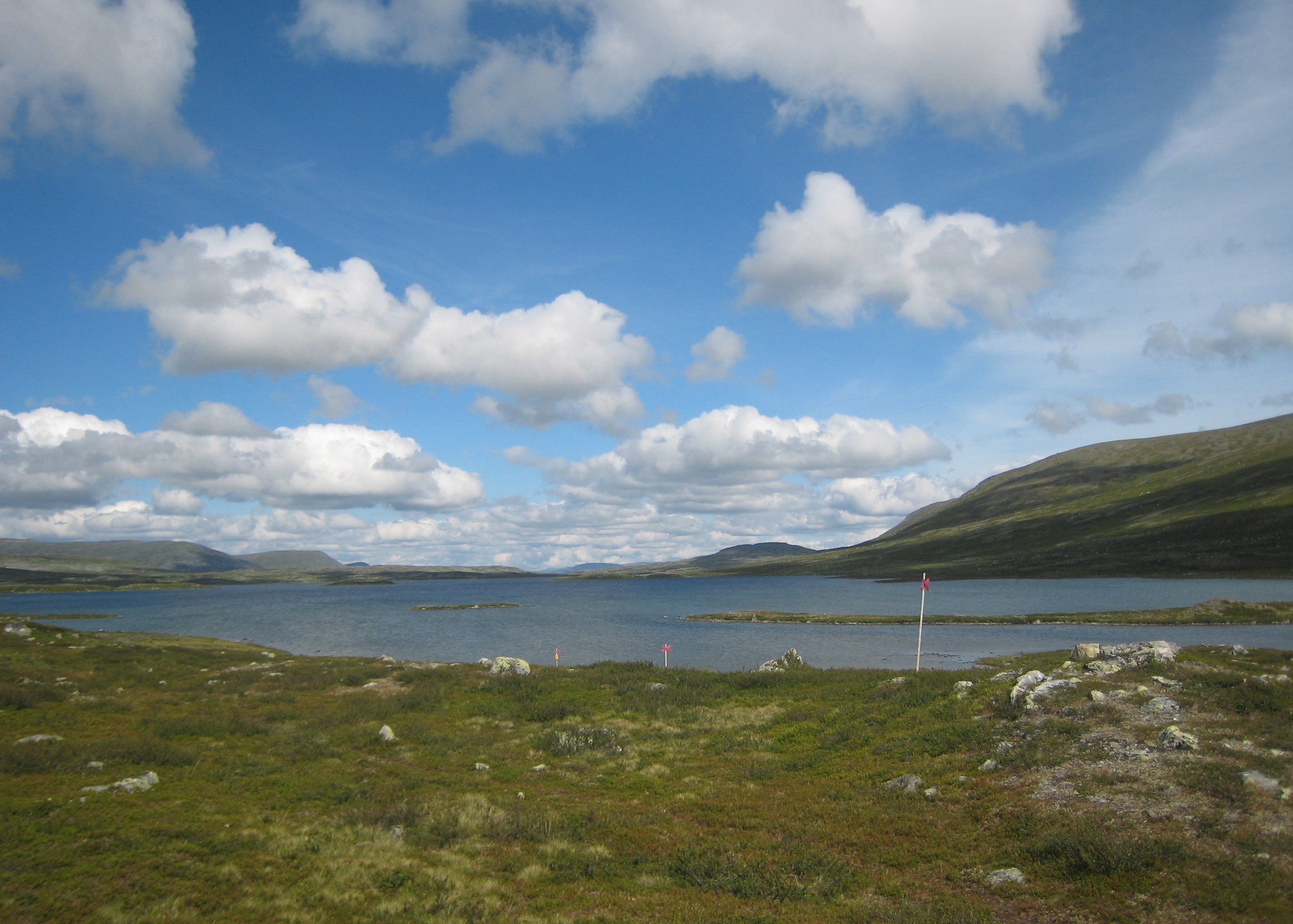
Gränsen mellan Storsjö socken och Undersåkers socken vid Vålösjöns södra spets som också utgör gräns mellan Härjedalen och Jämtland.

Undersåkers socken avgränsas i norr av Åre socken, i nordost av Kalls socken samt Alsens socken och i öster av Mörsils socken.
I sydost avgränsas socknen på en kortare sträcka av Hallens socken, för att därefter i söder huvudsakligen avgränsas dels av Ovikens socken öster om Lunndörren, dels av Storsjö socken väster om Lunndörren till gränsen mot Norge i sydväst. Både Ovikens och Storsjö socknar ligger i Bergs kommun. Storsjö tillhör dock landskapet Härjedalen.
I väster gränsar Undersåkers socken mot Tydals kommun i Trøndelag fylke. Längst i nordväst finns en kil av socknen, som sticker upp norrut mot Bäckröset (Rikröse nr 158). I kilen gränsar socknen på en sträcka av cirka 3 km mot Meråkers kommun i Trøndelag fylke.

## Bebyggelsehistoria

### De äldsta byarna
De byar och boställen som fanns under medeltiden och 1500-talet var Edsåsen, Hallen, Hålland, Hårsta, Järpen, Mo, Nyland, Ottsjö, Rista, Romo, Stamgärde, Svensta och Äggen. Dessutom tillkom Prästbordet och ett stort antal ödesbölen. Byn Ottsjö i söder var den mest avsides belägna agrara bebyggelsen. De stora fjälltrakterna i väster och söder räknades till Undersåkers lappmark, inklusive de samiska skattefjällen.

### Nybyggen
Under 1800-talet upptogs flera nybyggen söder om Ottsjön på Vålådalens kronoavradsland. Dessa var Fångåmon, Vallbo och Vålådalen. Fångåmon skattlades 1831 för Per Estensson. Nybygget uppfördes av brodern Nils Estensson 1835 och blev skattehemman 1871. För Vallbo (tidigare Movallen) erhöll Erik Nilsson i Ottsjö tillstånd att anlägga ett nybygge 1833. Vallbo omgjordes 1859 till ett skattehemman. Vålådalen skattlades 1858 och blev omgjort till skattehemman 1861.
Dalen med Gräpplingens kronoavradsland var ett kronohemman som skattlades 1797/1798. Vid skattläggningen var nybyggaren Erik Göransson.
Skårrsdalen var ett annat krononybygge, som anlades på Kjösjö kronoavradsland och skattlades 1858. Anders Jönsson i Stamgärde och Esten Ersson i Dalen hade erhållit tillstånd att anlägga nybygget 1826. Skårrsdalen omgjordes 1872 till skattehemman.

## Fornlämningar
Inom Undersåkers socken har man hittat cirka 45 fornlämningar. Det rör sig dels om boplatser från stenåldern, dels om några stensättningar från fångstkulturen, vilka delvis ligger i fjällterräng. Vidare finns i bygden högar från järnåldern. Omkring 265 fångstgropar finns, vilka är från såväl forntid som medeltid. Inom området finns också samiska lämningar, bland annat samiska offerplatser. Vidare finns ödegårdar från medeltiden. Inom socknen finns en pilgrimskälla, en skans samt ett antal blästerugnar.

## Namnet
Namnet (1344 Vndansakir) innehåller förleden undarn, undorn, avseende en tid på dagen, 9 på morgonen, efterleden är åker. Namnet avser då en plats som varit belyst en speciell tid på morgonen.

## Befolkningsutveckling
| Befolkningsutvecklingen i Undersåkers socken 1750–2020 | Befolkningsutvecklingen i Undersåkers socken 1750–2020 | Befolkningsutvecklingen i Undersåkers socken 1750–2020 | Befolkningsutvecklingen i Undersåkers socken 1750–2020 | Befolkningsutvecklingen i Undersåkers socken 1750–2020 |
| --- | ------------------------------------------------------ | ------------------------------------------------------ | ------------------------------------------------------ | ------------------------------------------------------ |
| |                                                        |                                                        |                                                        |                                                        |
| År |                                                        |                                                        | Folkmängd                                              |                                                        |
| 1750 | 1750                                                   |                                                        | 366                                                    |                                                        |
| 1760 | 1760                                                   |                                                        | 397                                                    |                                                        |
| 1769 | 1769                                                   |                                                        | 414                                                    |                                                        |
| 1780 | 1780                                                   |                                                        | 423                                                    |                                                        |
| 1790 | 1790                                                   |                                                        | 466                                                    |                                                        |
| 1800 | 1800                                                   |                                                        | 535                                                    |                                                        |
| 1810 | 1810                                                   |                                                        | 674                                                    |                                                        |
| 1820 | 1820                                                   |                                                        | 670                                                    |                                                        |
| 1830 | 1830                                                   |                                                        | 710                                                    |                                                        |
| 1840 | 1840                                                   |                                                        | 831                                                    |                                                        |
| 1850 | 1850                                                   |                                                        | 989                                                    |                                                        |
| 1860 | 1860                                                   |                                                        | 1 142                                                  |                                                        |
| 1870 | 1870                                                   |                                                        | 1 216                                                  |                                                        |
| 1880 | 1880                                                   |                                                        | 1 444                                                  |                                                        |
| 1890 | 1890                                                   |                                                        | 2 274                                                  |                                                        |
| 1900 | 1900                                                   |                                                        | 3 051                                                  |                                                        |
| 1910 | 1910                                                   |                                                        | 2 682                                                  |                                                        |
| 1920 | 1920                                                   |                                                        | 2 895                                                  |                                                        |
| 1930 | 1930                                                   |                                                        | 2 872                                                  |                                                        |
| 1940 | 1940                                                   |                                                        | 3 248                                                  |                                                        |
| 1950 | 1950                                                   |                                                        | 3 428                                                  |                                                        |
| 1960 | 1960                                                   |                                                        | 2 984                                                  |                                                        |
| 1970 | 1970                                                   |                                                        | 2 831                                                  |                                                        |
| 1980 | 1980                                                   |                                                        | 3 037                                                  |                                                        |
| 1990 | 1990                                                   |                                                        | 3 144                                                  |                                                        |
| 2010 | 2010                                                   |                                                        | 3 124                                                  |                                                        |
| 2020 | 2020                                                   |                                                        | 3 553                                                  |                                                        |
| Anm: Källor: Umeå universitet - Tabellverket 1749-1859, SCB - Befolkning 1851-1910 (BiSOS A), Folkräkningen 1910-1960, Folk- och bostadsräkningen 1965-1990, Befolkning per församling, Folkmängden per distrikt, landskap, landsdel eller riket efter kön. År 2015 - 2021. |                                                        |                                                        |                                                        |                                                        |